# William John Codrington
Pour les articles homonymes, voir Codrington.
William John Codrington (26 novembre 1804 - 6 août 1884) est un militaire britannique qui combat durant la guerre de Crimée et devient par la suite député libéral.

## Biographie
Né en 1804, William John Codrington est le fils de l'amiral Edward Codrington qui remporte la bataille de Navarin en 1827. Il intègre l'Armée de terre en 1821 au sein des Coldstream Guards et gravit les échelons au cours des années qui suivent. En 1836, il épouse Mary Ames avec qui il a deux filles et deux garçons ; l'un d'eux, Alfred, combat lors de la seconde guerre des Boers et commande la 3e armée de réserve durant la Première Guerre mondiale.
Au moment du déclenchement de la guerre de Crimée en 1854, Codrington a le grade de major-général mais n'a jamais connu le combat. Il mène néanmoins courageusement ses troupes lors des batailles de l'Alma et d'Inkerman et devient le commandant de toutes les forces britanniques en Crimée le 11 novembre 1855.
Après la guerre, il retourne en Grande-Bretagne et est élu député de Greenwich sous l'étiquette libérale en 1857. Il est également gouverneur de Gibraltar de 1859 à 1865 et reste un homme politique engagé jusqu'à la fin de sa vie qui brigue les sièges de députés de Westminster en 1874 et de Lewes en 1880. Même s'il n'a combattu qu'en Crimée, l'état-major lui propose à deux reprises le grade de maréchal mais il refuse à chaque fois. Il est fait grand-croix de l'ordre du Bain en 1866 ainsi que commandeur de la Légion d'honneur. Il meurt à Heckfield le 6 août 1884.

## Distinctions
- Ordre du Bain